# Progetto lingua italiana Dante Alighieri
Il Progetto lingua italiana Dante Alighieri (PLIDA) è un certificato rilasciato dalla Società Dante Alighieri che attesta la conoscenza della lingua italiana. Il diploma è rilasciato in seguito al superamento di un esame e certifica la competenza linguistica secondo una scala di sei fasce coincidenti con i livelli del Quadro comune europeo di riferimento per la conoscenza delle lingue.
Il certificato è rivolto a persone la cui lingua madre non è l'italiano ed è riconosciuto dal Ministero degli affari esteri.

## Esame
L'esame è composto da quattro parti: ascolto, lettura, scrittura e parlato. La durata di ciascuna di esse dipende dal livello dell'esame.
I risultati sono dati in trentesimi e per ciascuna parte separatamente. Per superare l'esame ed ottenere il certificato è necessario ottenere almeno 18/30 in ognuna delle parti. In caso di insufficienza in una o più delle parti, si può sostenere di nuovo tali prove entro un anno conservando i punteggi sufficienti.

## Livelli
I livelli dell'esame PLIDA ricalcano quelli del Quadro comune europeo di riferimento per la conoscenza delle lingue:
- A1 – capacità di utilizzare espressioni familiari e di uso quotidiano e di scambiare informazioni personali elementari;
- A2 – capacità di sostenere dialoghi semplici e di routine e di scambiare informazioni di rilevanza immediata;
- B1 – capacità di capire un testo scritto o parlato su argomenti familiari e di sostenere una conversazione semplice esprimendo la propria opinione su un argomento;
- B2 –  conoscenza del linguaggio al livello di contesto scolastico tradizionale, capacità di seguire lezioni di livello universitario e di lavorare in attività che richiedono rapporti con il pubblico interagendo fluentemente con madrelingua italiani;
- C1 – ottima familiarità con la lingua e la cultura italiane e capacità di parlare in qualunque ambiente lavorativo (professionale, commerciale, industriale e amministrativo) e di produrre e leggere testi lunghi e dettagliati capendone anche i significati impliciti;
- C2 – elevata conoscenza della lingua, paragonabile a quella di un madrelingua ben istruito ed utilizzabile in ogni contesto della vita sociale e lavorativa.